# Décès en février 1956
Décès
- 1952
- 1953
- 1954
- 1955
- 1956
- 1957
- 1958
- 1959
- 1960

Pour une information complémentaire, voir la page d'aide.

| Date       | Nom           | Pays                 | Activités                 | Âge | Source |
| ---------- | ------------- | -------------------- | ------------------------- | --- | ------ |
| 28 février | Louis Bernard | Drapeau de la France | Homme politique français. | 70  |        |